# Neodiplothele caucaia
Espèce
Neodiplothele caucaia est une espèce d'araignées mygalomorphes de la famille des Barychelidae.

## Distribution
Cette espèce est endémique du Brésil. Elle se rencontre au Ceará, au Goiás et au Mato Grosso do Sul.

## Description
Le mâle holotype mesure 12,4 mm.

## Étymologie
Son nom d'espèce lui a été donné en référence au lieu de sa découverte, Caucaia.

## Publication originale
- Gonzalez-Filho, Lucas & Brescovit, 2015 : A revision of Neodiplothele (Araneae: Mygalomorphae: Barychelidae). Zoologia (Curitiba), vol. 32, no 3, p. 225-240 (texte intégral).